# Проспект Победы (Чернигов)
Проспект Победы (укр. Проспект Перемоги) — проспект в Новозаводском и Деснянском районах города Чернигова, одна из главных транспортных артерий и длиннейших улиц города. Пролегает от Вокзальной площади до площади Пять углов, и далее имеет второй участок — от улицы Молодёжная до проспекта Левка Лукьяненко (улицы Рокоссовского). Один из четырёх проспектов города — стал первым по дате присвоения статуса проспектом города Чернигова.
Примыкают улицы Жабинского, Ивана Мазепы, Александра Мациевского (Попудренко), Хлебопекарная, Марковича, Ремесленная, Княжая (Кирпоноса), проспект Мира, Пятницкая, Мстиславская, Гончая, Любомира Боднарука, Олега Михнюка, проспект Михаила Грушевского (улица 1 Мая), Оборонцев Чернигова (Александра Молодчего), Образования, Кочерги.

## История
Улицы Троицкая — в честь Троицкого собора — и Сретенская — в честь христианского праздника Сретения Господнего — на начало XIX века, согласно плану города 1805 года, были застроены частными одноэтажными домами. Данная застройка оставалась неизменной до 1930-х годов. В 1899 году, после сооружения деревянного моста через реку Стрижень, улица Сретенская была продлена до площади Пять углов.
На «Плане города Чернигова 1908 года» улицы Троицкая и Сретенская обозначены соответственно до (западнее) и после (восточнее) Александровской улицы. На углу Троицкой и Александровской улиц был расположен государственный банк.
В 1919 году улицы Троицкая и Сретенская были переименованы соответственно на Перетця — в честь русского и советского филолога, академика Владимира Николаевича Перетца — и Шильмана — в честь советского государственного и партийного деятеля, уроженца Чернигова Акима Львовича Шильмана. После Великой Отечественной войны улицы Перетця и Шильмана были объединены в единую улицу Попудренко — в честь Героя Советского Союза Николая Никитича Попудренко.
Начало современного проспекта — бывшая Коммунистическая улица — проложено в конце 1950-х годов в исторической местности Землянки и постепенно было застроено 5-этажными жилыми домами. Также на данном участке были построены швейная фабрика (дом № 41), плавательный бассейн (дом № 34), дом экспедиции Украинского научно-исследовательского института водного хозяйства (дом № 39) и административные здания. Изначально улица Коммунистическая носила название Новопопудренская, затем — Шевченко.
Предложенная в 1958 году схема укрупнения микроструктур — микрорайонов города Чернигова дала возможность определить удобные места размещения детских учреждений и объектов культурно-бытового предназначения. Одним из таких мест стал участок проспекта Октябрьской революции между рекой Стрижень и площадью Пять углов, где в комплексе спортивного городка сооружён дом детской спортивной школы с витражными вставками (архитекторы Ю. Лузин, А. Карнабед) (дом № 110), а рядом — Дворец пионеров и школьников (архитектор А. Зоря) (дом № 112). Здесь также были размещены дом спортивных залов ДСШ и Дом природы (архитектор А. Боровик).
Проспект в районе Бобровицкого жилмассива был проложен в 1960-е годы — в период строительства жилого массива — и застроен 5-этажными жилыми домами. В 1963 году вместо деревянного моста через реку Стрижень был построен современный мост. В 1963 году была заасфальтирована улица на участке между улицами Урицкого и Ленина, площадь Победы, наряду с другими улицами города, по которым планировались троллейбусные маршруты; и в 1964 году улица стала участком одного из первых троллейбусных маршрутов № 1 («Бобровица — Вокзал»).
В 1970-е годы проспект был реконструирован (расширен, проложены тротуары), была снесена усадебная застройка и возведена многоэтажная жилая, в том числе 9-14-16-этажные жилые дома, 10-этажный корпус областного общества потребительских товаров «Облспоживспілка» (дом № 139). На перекрестке с Комсомольской улицей расположен комплекс 14-этажных жилых домов с магазином на первом этаже, построенный по проекту архитектора О. Султанова. В 1978 году был заселён первый в городе 16-этажный дом («дом-башня с округлыми углами») (№ 104), что на углу с улицей Горького, построенный по проекту архитектора А. Бондарчука.
В 1979 году Коммунистическая улица и большая часть улицы Попудренко (кроме начала длиной 1,02 км) были объединены в единый проспект Октябрьской революции — в честь Октябрьской революции.
В 1985 году на перекрестке проспекта и улицы Ленина был построен подземный переход.
7 июня 2001 года проспект получил современное название — в честь победы Красной Армии и советского народа над нацистской Германией в Великой Отечественной войне 1941—1945 годов.
На месте исторического 2-этажного дома № 131 в период 2021—2022 годы строится 16-этажный жилой монолитно-каркасный дом.

## Застройка
Проспект пролегает в северо-восточном направлении, после примыкания улицы Попудренко угол более северный. До примыкания Княжой улицы (Кирпоноса) проспект пролегает по Новозаводскому району, после — Деснянскому. Имеет по два ряда движения в обе стороны, кроме отдельно расположенного участка длиной 0,5 км. Проспект разделён на два участка длинами 3,55 км и 0,5 км. Проспект пересекает по мосту реку Стрижень. От площади Пять углов до улицы Молодёжная проспект Победы не проложен, здесь расположена усадебная застройка исторической местности Глебовщина (район улицы Станиславского). В конце 1980-х годов предполагалось соединить два разделённых участка проспекта.
Парная и непарная стороны улицы заняты частично малоэтажной (2-3-этажные дома) и преимущественно многоэтажной (4-5-этажные дома, несколько 8-9-10-этажных домов, пять 14-этажных домов) жилой застройкой, учреждениями обслуживания. Кроме того есть усадебная застройка (5 домов) при примыкании Хлебопекарной улицы. Конец проспекта (между Молодёжной улицей и проспектом Левка Лукьяненко) относится к Бобровицкому жилмассиву.
Проспект с Привокзальной улицей образовывает Вокзальную площадь, с улицей Ивана Мазепы — площадь Победы, с проспектом Мира — площадь Героев Небесной Сотни (Ленина), а с проспектом Михаила Грушевского и улицами Любомира Боднарука, Олега Михнюка, Александра Молодчего — площадь Пять углов.
Перекрёсток проспекта с улицей Молодёжной занимает сквер имени Степана Носа, с проспектом Левка Лукьяненко (улицей Рокоссовского) — сквер имени Левка Лукьяненко.
|                                                                                                 |                                                                                  |                                                               |                                                                           |
| начало проспекта, в направлении площади Победы — вид со стороны перекрёстка с улицей Жабинского | возле швейной фабрики «Элегант» (слева)                                          | возле полиграфическо-издательского комплекса «Десна» (справа) | в направлении Центрального рынка — площадь Героев Небесной Сотни (Ленина) |
|                                                                                                 |                                                                                  |                                                               |                                                                           |
| в направлении проспекта Мира — вид со стороны перекрёстка с Пятницкой улицей                    | в направлении площади Пять углов — вид со стороны перекрёстка с Пятницкой улицей | со стороны площади Пять углов в направлении реки Стрижень     | конец проспекта — вид с проспекта Левка Лукьяненко                        |

Учреждения:
1. дом № 1 — железнодорожный вокзал
2. дом № 1 А — отделение связи «Укрпочта» № 24
3. дом № 3 — автостанция № 1
4. дом № 6 — Черниговская таможня
5. дом № 13 — Привокзальный рынок
6. дом № 16 — детсад № 34
7. дом № 18 — отделение связи «Укрпошта» № 17
8. дом № 33 — «Черниговское ГБТИ»
9. дом № 34 — плавательно-оздоровительный комплекс «Desna Aqua Sport» — ранее бассейн «Авангард»
10. дом № 39 — «Черниговводпроект»
11. дом № 41 — Черниговская швейная фабрика «Элегант»
12. дом № 61 — детсад № 24
13. дом № 62 — офисный центр, полиграфическо-издательский комплекс «Десна» (ранее «Деснянская правда»)[11]
14. дом № 74 — УМВД в Черниговской области
15. дом № 76 — «Укртелеком»
16. дом № 88/33 — гостиница «Украина»
17. дом № 108А — РГК «Черниговгаз»
18. дом № 110 — детско-юношеская спортивная школа, стадион «Юность»
19. дом № 135 — Черниговский кукольный театр имени А. П. Довженко
20. дом № 154 — городской стоматологический центр
21. дом № 172 — детсад № 45
22. дом № 197 — школа № 7

|                                 |                                           | |                          |
| Здание железнодорожного вокзала | Памятный знак в честь Победы над нацизмом | Здание Черниговского отделения государственного банка Дом, где в январе 1918 года был размещён штаб Замоскворецкого Красногвардейского отряда | Здание главного почтамта |

Памятники архитектуры или истории:
1. дом № 1 — Здание железнодорожного вокзала (1948) — архитектуры местного значения
2. на фасаде дома № 1 — мемориальная доска, в честь черниговцев — героев-подпольщиков (1941—1945, мемориальная доска 2001) — истории вновь выявленный
3. площадь Победы — Памятный знак в честь Победы над нацизмом (советских воинов-освободителей) (1968) — истории местного значения
4. дом № 77/30 — Здание Черниговского отделения государственного банка или Дом купца Исаака Маркельса (2-я половина XIX века) — дом, где в январе 1918 года был размещён штаб Замоскворецкого Красногвардейского отряда, с помощью которого была установлена советская власть в Чернигове — истории местного значения
5. дом № 86/28 — Здание главного почтамта (1956) — архитектуры местного значения

На участке между площадью Победы и Воскресенской улицей расположен ряд исторических зданий, что не являются памятниками архитектуры или истории — 2-этажные жилые дома (№ 22, 26, 28, 29, 30, 32, 35, 38, 38 А); а также усадебные дома № 53/48, 55/31, 59, 2-этажный дом № 77/30, 3-этажный жилой дом № 83, 4-этажный жилой дом № 85, 4-этажный дом № 95, 2-этажный дом № 131 (не сохранился). В 2020 году исторический 2-этажный дом № 131 был продан, затем разрушен, в связи со строительством многоэтажного дома; уцелел только фасад здания.
Мемориальные доски:
1. дом № 1 — «в честь черниговцев — героев-подпольщиков» времён Великой Отечественной войн — памятник истории вновь выявленный — на здании ж/д вокзала
2. дом № 96 — декану физического факультета Черниговского педагогического университета Николаю Ивановичу Штепе[14] — на доме, где жил
3. дом № 102/27 — Героям Советского Союза Ивану Игнатьевичу Крюкову и Юрию Михайловиу Сагайдачному — на доме, где жили
4. дом № 107 — Героям Советского Союза Николаю Ивановичу Глотову (1975—1993), Петру Ивановичу Лишафай (1975—2004), Александру Михайловичу Немчинову (1975—1985), Михаилу Васильевичу Черникову (1975—1996) — на доме, где жили
5. дом № 170 — Герою Советского Союза Александру Кузьменко — на доме, где жил
6. дом № 186 — заложению площади Героев Сталинграда — демонтирована — комментарий названия площади
7. дом № 197 — воину-интернационалисту, уроженцу Чернигова Анатолию Коржу — на здании школы № 7, где учился
8. дом № н/д — кавалеру Ордена Славы Николаю Ефимовичу Муцкому — на доме, где жил